# Oss himmelens Gud vill vara när
Oss himmelens Gud vill vara när är en psalm av okänd svensk författare från 1500-talet (möjligen 1567) som bearbetades av Johan Alfred Eklund 1909. 
Melodin är en tonsättning av Richard Norén av okänt datum enligt Koralbok för Nya psalmer, 1921, men av John Morén från 1914 enligt 1964 års koralbokstillägg.
Eklunds texter blir fria för publicering 2015.

## Publicerad som
- Nr 633 i Nya psalmer 1921, tillägget till 1819 års psalmbok under rubriken "Det Kristliga Troslivet: Troslivet i hem och samhälle: Det kristna samhället: Fädernesland, överhet och undersåtar".
- Nr 491 i 1937 års psalmbok under rubriken "Fosterlandet".